# Гимн Таиланда
Национальная песня Таиланда (тайск. เพลงชาติไทย, Пхленг Чат Тхай) — государственный гимн Таиланда, утверждённый в нынешней версии 10 декабря 1939.
До 1932 года Гимн королевской семьи Таиланда «Сансён Пра Барами» (тайск. สรรเสริญพระบารมี), написанный на музыку Петра Щуровского, был официальным гимном страны.
Музыку нынешнего гимна сочинил композитор Пхра Чендурийанг, первоначально используя слова Кхуна Вичиматры; этот гимн был впервые исполнен по радио в июле 1932 года.
После изменения названия страны на Таиланд в 1939 году по поручению премьер-министра страны Пибунсонграма Луанг Саранупраран написал новые стихи к гимну, использующиеся и сейчас. Тогда же Пибунсонграмом было принято решение об исполнении гимна ежедневно в 8:00 и 18:00, остающееся в силе и сейчас.

## Тайский текст гимна и латинская транскрипция
| Тайский текст                | Транскрипция МФА                                   | Русский перевод                               |
| ---------------------------- | -------------------------------------------------- | --------------------------------------------- |
| ประเทศไทยรวมเลือดเนื้อชาติเชื้อไทย | pràtʰê:t tʰai rua: m lɯ̂:at-nɯ́:a ʨʰâ:t ʨʰɯ́:a tʰai,  | Таиланд объединяет людей тайской крови        |
| เป็นประชารัฐ ไผทของไทยทุกส่วน    | pen pràʨʰa: rát, pʰàtʰai khɔ̌:ŋ tʰai tʰúk sù:an,    | И тайская земля вся им принадлежит            |
| อยู่ดำรงคงไว้ได้ทั้งมวล            | jù: damroŋ kʰoŋ wái dâi tʰáŋ mu: an,               | Тайцы всегда были едины                       |
| ด้วยไทยล้วนหมาย รักสามัคคี        | dû:ai tʰai lú:an mǎ:i, rák sǎ:mákkʰi:,             | Хранят независимость страны с давних лет      |
| ไทยนี้รักสงบ แต่ถึงรบไม่ขลาด       | tʰai ní: rák sà-ŋòp, tɛ̀: tʰɯ̌ŋ róp mâi kʰlà:t,      | Люди Таиланда миролюбивы, но не пугает их бой |
| เอกราชจะไม่ให้ใครข่มขี่           | è:kkàrâ:t ʨà mâi hâi kʰrai kʰòm kʰì:,              | И против любой тирании                        |
| สละเลือดทุกหยาดเป็นชาติพลี        | sàlà lɯ̂:at tʰúk jà:t pen ʨʰâ:t pʰáli:,             | Готовы пролить свою кровь                     |
| เถลิงประเทศชาติไทยทวี มีชัย ชโย   | tʰàlə̌:ng pràtʰê:tʨʰâ:t tʰai tʰáwi: mi:ʨʰai ʨʰájo:. | За безопасность, свободу и прогресс, ура!     |